# Zamek Hohenklingen
Zamek Hohenklingen – zamek znajdujący się w miejscowości Stein am Rhein, w kantonie Szafuza w Szwajcarii. 

## Historia zamku
Pierwsza warownia została zbudowana w pierwszej połowie XIII wieku. Twierdza zlokalizowana została w strategicznym miejscu na wysokiej skale (594 metry n.p.m.) górującej nad doliną rzeki Ren. Do dziś zachował swój oryginalny średniowieczny kształt, dzięki temu że w czasie swojej wielowiekowej historii zamek nigdy nie został poważnie uszkodzony .